# Safra National Bank
Die Safra National Bank ist eine Privatbank, die in kurz- und mittelfristiger Finanzierung von Unternehmensgründungen in Industrie und Handel tätig ist. Sie ist ein Teil der Safra Group.
Die Bank dient der Vermögensverwaltung über Niederlassungen in New York und Aventura (Miami). Sie bietet verschiedene Anlagemöglichkeiten für private Kunden an, wie z. B. Aktien, Fonds, U.S. Treasury Bills (Schuldverschreibungen der Vereinigten Staaten) und andere Wertpapiere. Sie ist Mitglied der Federal Deposit Insurance Corporation (FDIC), des Einlagensicherungsfonds der USA.

## Geschichte
Die Safra National Bank of New York ist mit der Banco Safra SA, einer der größten privaten Großbanken in Brasilien mit rund 100 Niederlassungen auf der ganzen Welt, verbunden und verfügt damit über ein weltweites Netzwerk. Bis zum Jahr 2006 entwickelte sie sich mit 400 Mitarbeitern und zahlreichen Auslandsniederlassungen zu einer internationalen Geschäftsbank und gehörte zu den 20 Top-Banken in Crain's New York Business' List. Sie hatte Vertretungen in Argentinien, Chile, Mexiko und Uruguay.
Am 9. Mai 2011 verklagte Irving Picard, Treuhänder für die Liquidierung des Madoff Investment Securities, die Safra National Bank of New York auf Rückzahlung von 111,7 Millionen Dollar. Laut Picard sei es bei den Investitionen von Bernard L. Madoff zu Unregelmäßigkeiten gekommen und mehrere Banken hätten Gelder abgezweigt, die zur Insolvenzmasse gehören.